# Fialaara
× Fialaara (abreviado Fia en el comercio) es un híbrido intergenérico entre los géneros de orquídeas Broughtonia × Cattleya × Laelia × Laeliopsis. Fue publicado en Orchid Rev. 97(1143) cppo: 8 (1989).